# Ordine del Servizio Imperiale
L'Imperial Service Order fu un ordine cavalleresco fondato da Edoardo VII del Regno Unito nell'agosto del 1902. Esso venne concesso agli ufficiali civili dell'Impero Britannico in pensione per lungo e meritevole servizio. Normalmente la concessione dell'Ordine avviene dopo i 25 anni di servizio, che però possono essere abbreviati a 16 se la persona si trova a dover lavorare in luoghi malsani. L'unica classe era quella di Compagno (in inglese: Companion) alla quale sono eleggibili sia donne che uomini e possono apporre il proprio post-nominale 'ISO'.

## Insignia
L'insegna per uomini consisteva in una stella d'argento a otto punte con i raggi superiori oscurati da una corona a smalti; il medaglione centrale riporta il monogramma del monarca regnante circondato dalla scritta 'For Faithful Service'.
L'insegna per dame ha lo stesso medaglione degli uomini circondato però da una corona d'alloro e sormontato dalla corona a smalti.

## Imperial Service Medal

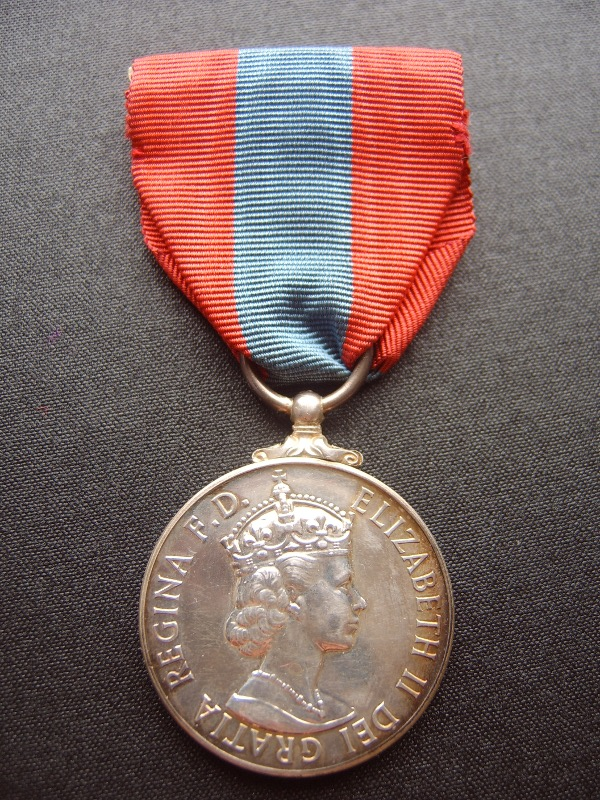
Diritto della Imperial Service Medal

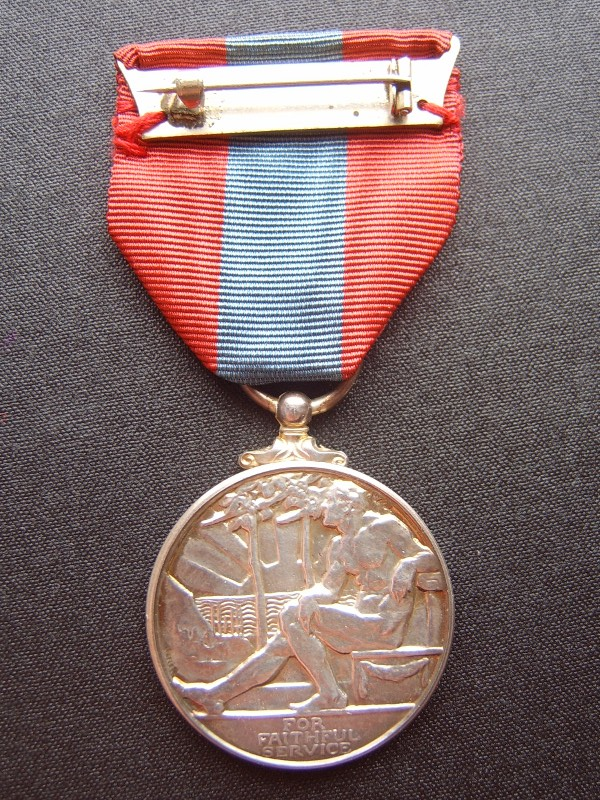
Rovescio della Imperial Service Medal

La Imperial Service Medal (ISM) viene concessa dopo 25 anni di impegno come per la medaglia di Compagno ed è una benemerenza minore. La medaglia è in argento circolare con sul diritto l'effigie e i titoli del monarca regnante, mentre sul retro si trova la figura di un uomo nudo che si riposa dopo il lavoro circondato dalla legenda 'For Faithful Service'. Il nastro è lo stesso dell'insegna di Compagno.

## Le riforme del 1993
Durante le riforme del 1993 al sistema onorifico britannico il governo inglese decise di non conferire più l'Imperial Service Order anche se ad ogni modo la Imperial Service Medal continua ad essere conferita. Negli ultimi anni, solo il governo della Papua Nuova Guinea continua a nominare candidati per l'Ordine e la Medaglia.